# واين بلير
واين بلير (بالإنجليزية: Wayne Leslie Blair)‏ (11 مايو 1948 في نيوزيلندا - 11 يناير 2019) هو لاعب كريكت نيوزلندي. لعب مع فريق أوتاغو للكريكت ‏.

## وصلات خارجية
- واين بلير على موقع إي آس بي آن كريك إنفو (الإنجليزية)